# Rose-Claire Schüle
Rose-Claire Schüle (Parijs, 24 december 1921 - Morges, 28 april 2015) was een Zwitserse etnologe uit het kanton Wallis.

## Biografie
Rose-Claire Schüle was een dochter van Albert Balderer, een bankier, en van Ida Sauter. Ze studeerde Romaanse, Arabische, Perzische en Turkse filologie en Europese etnologie aan de Universiteit van Bazel. In 1953 behaalde ze een doctoraat en in datzelfde jaar huwde ze Ernest Schüle. Ze voerde onderzoek naar het dialect en de etnografie van de gemeente Nendaz (kanton Wallis) onder toezicht van het Zwitsers nationaal fonds voor wetenschappelijk onderzoek. In 1969 was ze de eerste etnologe die door het kanton Wallis werd aangesteld. Van 1979 tot 1984 was ze directrice van de kantonnale musea van Wallis. Van 1976 tot 1988 was ze ook de eerste vrouwelijke voorzitster van de Heimatschutz. In 1981 was ze medeoprichtster van de vereniging van de lokale musea in het kanton Wallis. Ze publiceerde verscheidene werken over de etnologie van het kanton Wallis.

## Onderscheidingen
- F. K. Rünziprijs (1975)
- Creativiteitsprijs van de derde leeftijd (2014), voor haar boek Les vouivres dans le ciel de Nendaz uit 2011.

## Werken
- (fr)  Les vouivres dans le ciel de Nendaz, 2011.